# Les ciutats invisibles
Les ciutats invisibles (en italià: Le città invisibili) és una novel·la de ficció d'Italo Calvino publicada per primer cop el 1972, i traduïda en català per Francesc Sales el 1985. Es tracta d'una obra escrita ja en la maduresa de l'autor considera per alguns la seva obra cabdal. Ha estat traduïda a més de quaranta de llengües, publicada en més de quaranta-sis països. De fet, en català, compta amb diverses edicions.

## Argument
Entre la imaginació i allò imaginable, el llibre s'emmarca com una conversa entre l'emperador Khublai Khan, que constantment rep comerciants que vénen a descriure l'estat del seu vast imperi en expansió, i Marco Polo. Aquest llibre és una col·lecció de descripcions de ciutats fantàstiques que són narrades pel cèlebre mercader venecià Marco Polo al rei dels tàrtars. Les descripcions són en realitat petits contes amb temàtiques diverses com a fil conductor. Es parla del desig, la mort o els símbols, entre d'altres. Al llarg de l'obra es troben diferents categories de ciutats; cadascuna d'elles està lligada a una temàtica diferent.

## Estructura
La major part del llibre consta de breus poemes en prosa que descriuen 55 ciutats fictícies narrades per Polo, moltes de les quals es poden llegir com a paràboles o meditacions sobre la cultura, la llengua, el temps, la memòria, la mort o la naturalesa general de l'experiència humana. L'obra es divideix en nou capítols estructurats de manera similar. Al principi i fi de cada capítol hi trobem un diàleg entre Marco Polo i Khublai Khan on tots dos exposen les seves idees i inquietuds pel que fa als viatges del primer i la naturalesa de les ciutats que l'últim només coneix a través de relats. Italo Calvino va assenyalar que els diàlegs entre els dos interlocutors van sorgir com a reflexions al seu propi treball en escriure sobre les diverses ciutats. Cada relat comença esmentant una categoria on la ciutat encaixa i li assigna un número consecutiu.

## Rerefons històric
Les ciutats invisibles deconstrueix un exemple arquetípic del gènere de la literatura de viatges, Els viatges de Marco Polo, que representa el viatge del famós comerciant venecià per Àsia i, en particular, en la Xina de l'Imperi Mongol. El diari de viatge original del segle xiii comparteix amb la novel·la de Calvino els relats breus, sovint fantàstics, de les ciutats que Polo afirmava haver visitat, juntament amb descripcions dels habitants de la ciutat, importacions i exportacions notables i qualsevol conte interessant que Polo podia haver sentit sobre la regió.